# 国老 (エストニア)
国老(エストニア語: riigivanem)とは、1920年から1937年にかけてのエストニアの国家元首の正式名称。首相と同等の地位とされていたが、大統領の権限も併せ持っていた。1934年の憲法改正で、大統領と同等の地位とされ、首相は別に選挙されることとなった。しかし、その年のうちにコンスタンティン・パッツが自主クーデターを成功させ、新憲法は永久に施行されることがなくなった。パッツは1937年まで、国老兼首相として政務にあたった。
憲法制定議会によって1920年6月2日に承認された1920年のエストニア憲法には、「共和国政府は国老と大臣らによって構成される。」(第58条)と定められていた。
国老の職責は、エストニア共和国を代表することと、政府の活動を管理、調整すること、そして閣議を主宰することであった。国老は大臣の活動について調査する権限があった(62条)。また、副国老は大臣の中から指名された。